# Samochód Ciężarowy Roku

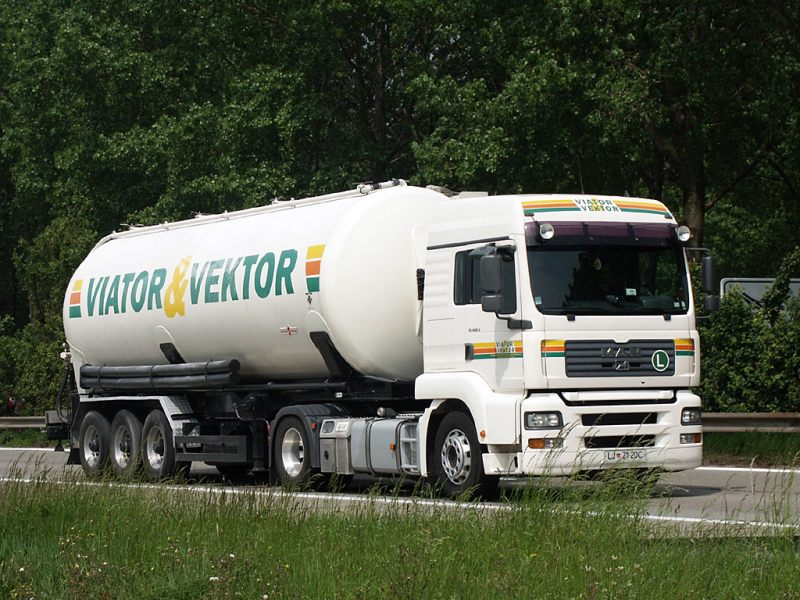
MAN TGA, Truck of the Year 2001

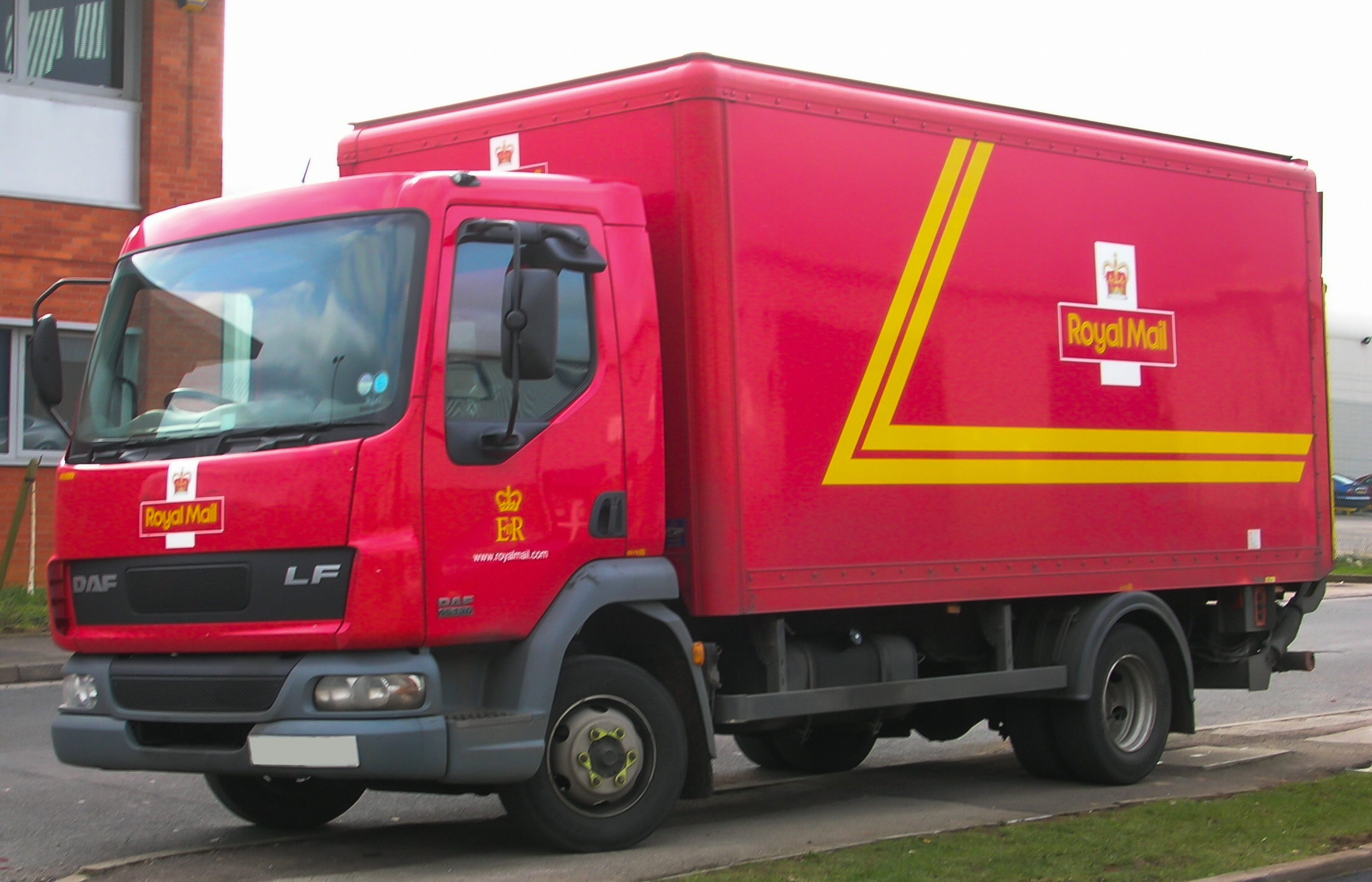
DAF LF, Truck of the Year 2002, wersja prawostronna

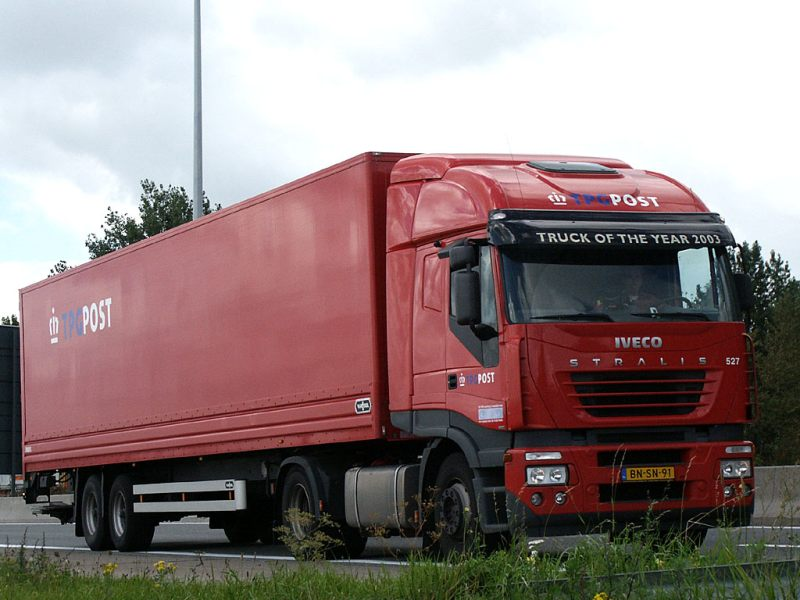
Iveco Stralis AS 400 Euro 3, Truck of the Year 2003

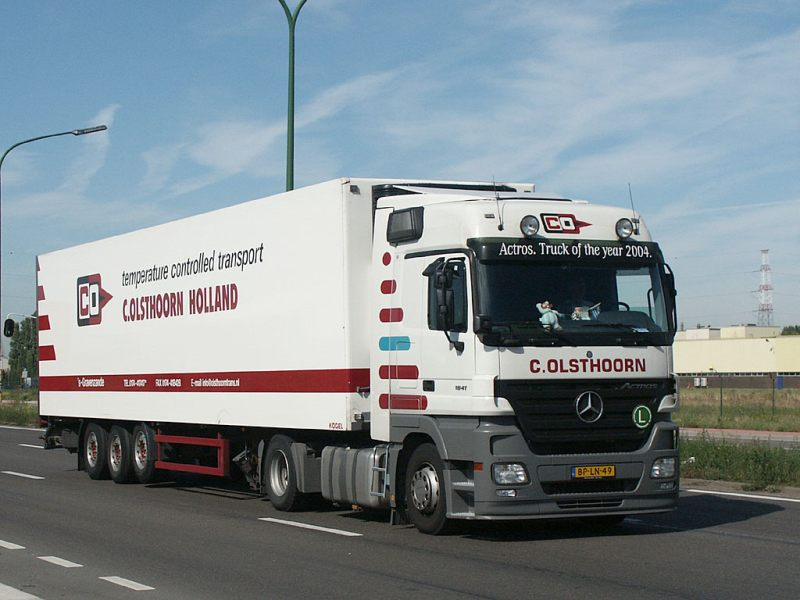
Mercedes-Benz Actros 1841 Megaspace Euro 3, Truck of the Year 2004

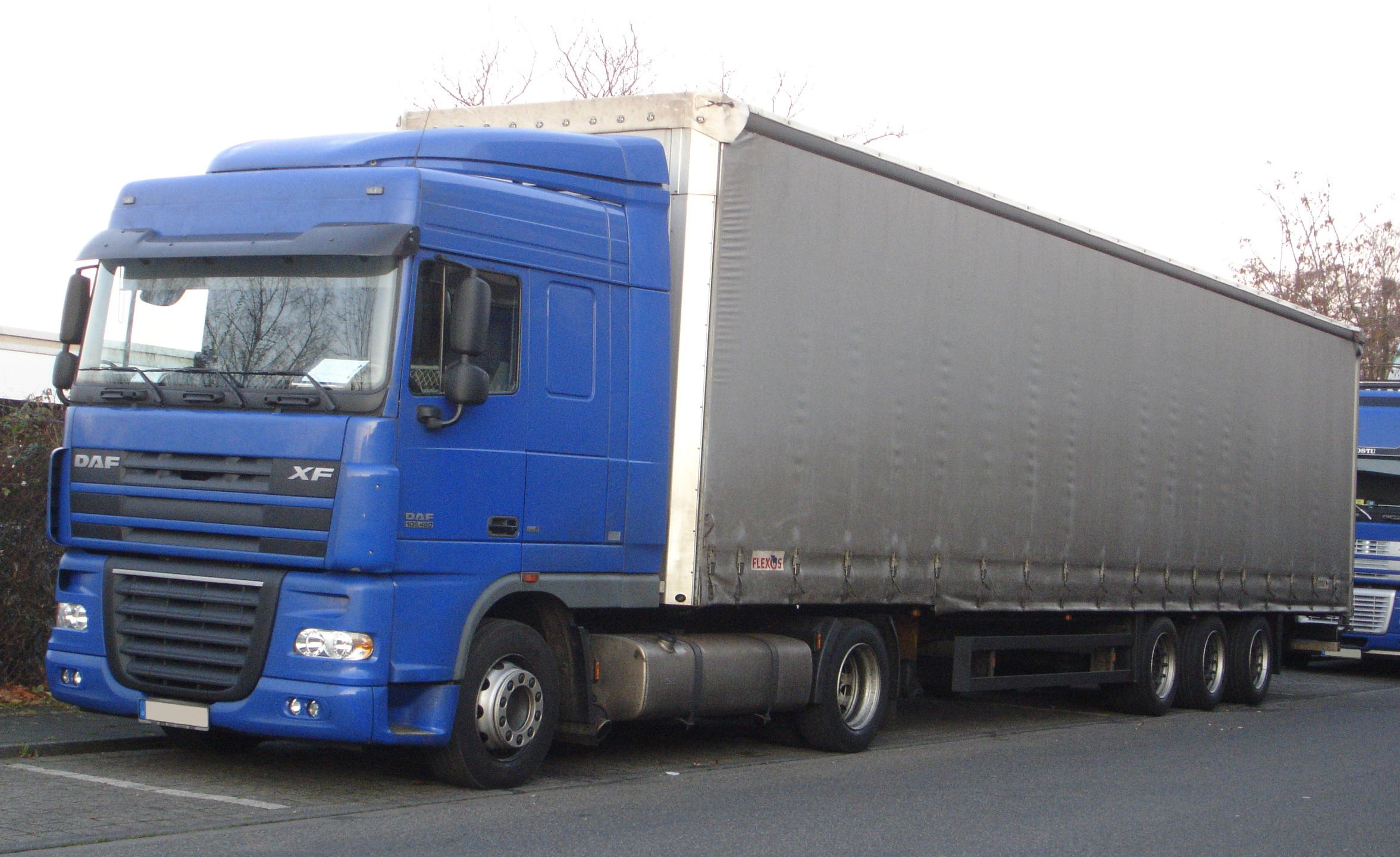
DAF-XF105, Truck of the Year 2007

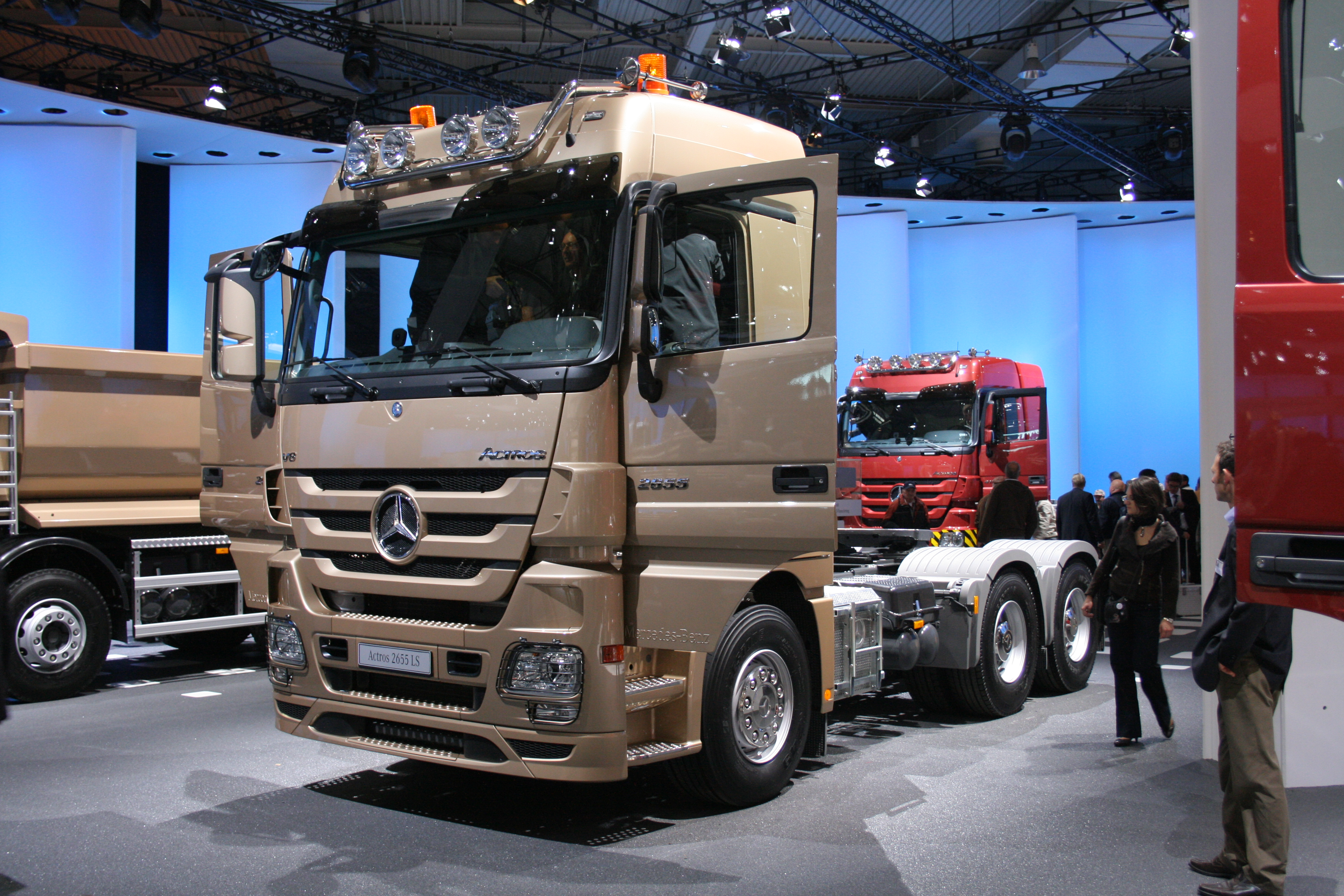
Mercedes-Benz Actros MP3, Truck of the Year 2009

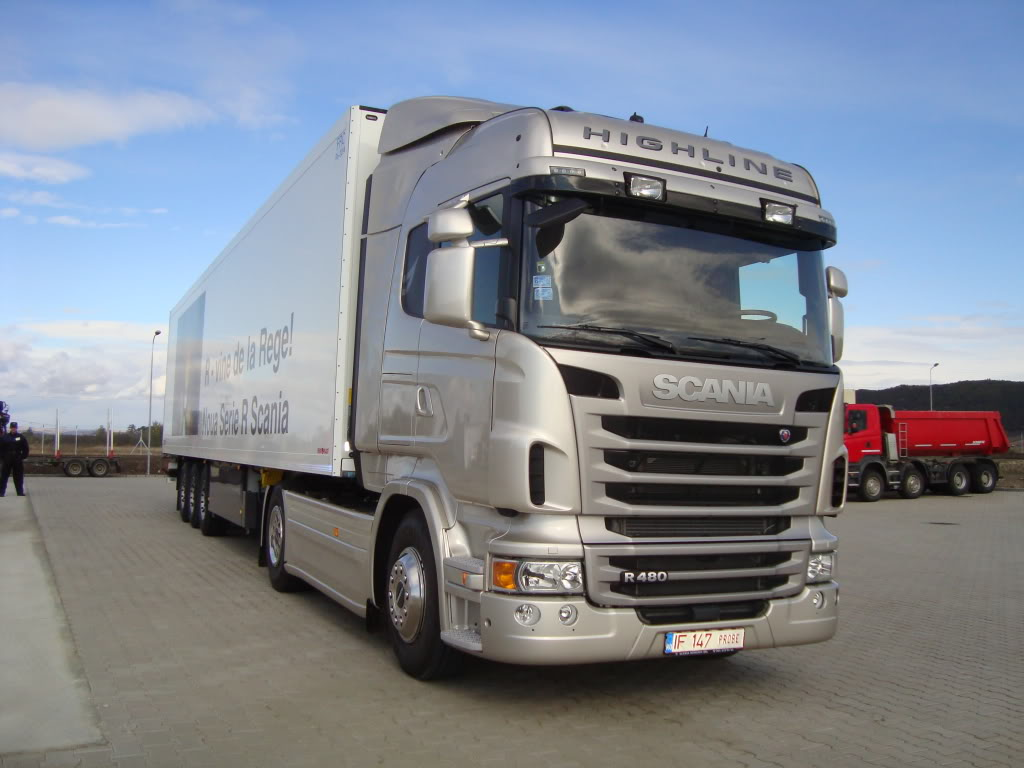
Zrestylizowana Scania R480, Truck of the Year 2010

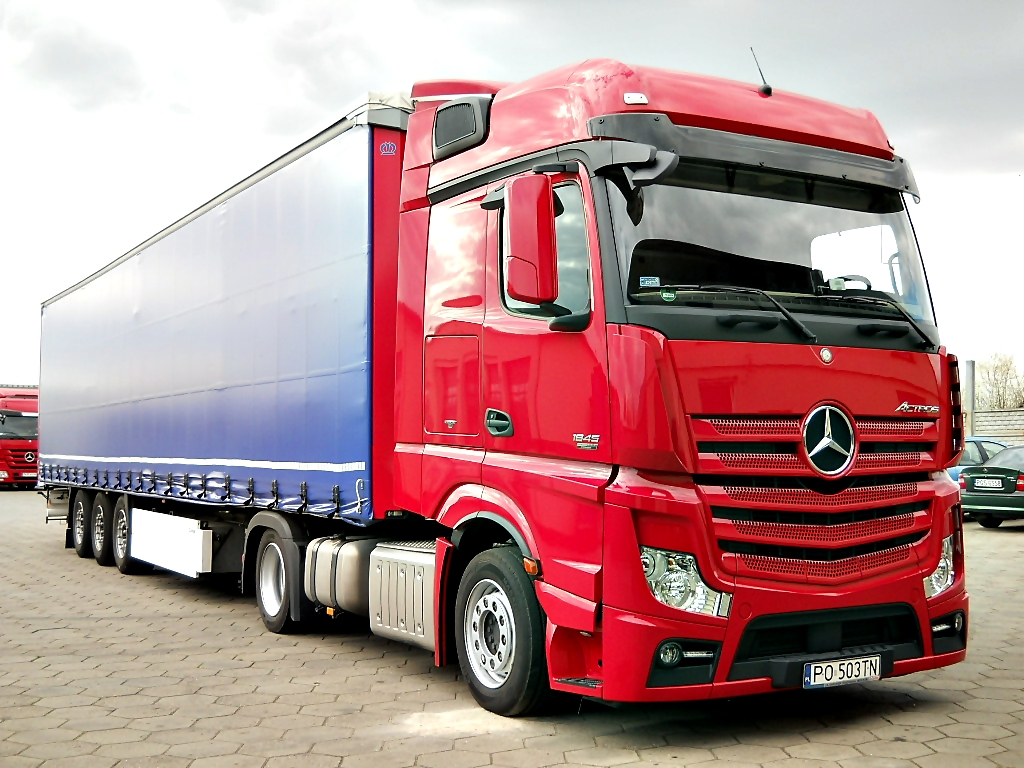
Mercedes-Benz Actros MP IV, Truck of the Year 2012

Samochód Ciężarowy Roku (ang. Truck of the Year – TotY, bądź International Truck of the Year – IToY) – nazwa europejskiego konkursu na najlepszy samochód ciężarowy roku, odbywającego się od 1976 roku. Wygrywający ten konkurs pojazd otrzymuje tytuł na rok następny. W języku polskim nazwę konkursu i tytułu określa się również krótko jako Ciężarówka Roku.
Oprócz tego międzynarodowego konkursu, są też konkursy o mniejszym znaczeniu, organizowane przez czasopisma motoryzacyjne. Przykładowo w Wielkiej Brytanii Iveco EuroCargo I otrzymało w ten sposób wyróżnienie "Fleet Truck of the Year" (Flotowy Samochód Ciężarowy Roku).

## Historia konkursu
Pomysł konkursu powstał w Wielkiej Brytanii w 1976 roku. Jego autorami byli Pat Kennett i Andrew Frankl z brytyjskiego magazynu "Truck". Tytuł Lorry of the Year otrzymał samochód ciężarowy Seddon Atkinson SA200. W następnym roku skład jury poszerzył się o przedstawicieli Belgii, Danii, Holandii, Niemiec i Szwecji. Kolejny nagrodzony samochód, MAN 280, dostał tytuł "Truck of Year 1978". W następnych latach powiększał się skład jury, do którego wchodzili dziennikarze z pism motoryzacyjnych nie związanych nadmiernie z poszczególnymi producentami lub użytkownikami samochodów użytkowych.
Początkowo wybierano spośród wszystkich samochodów użytkowych o ładowności powyżej 1 tony, ale praktyczna granica zaczynała się od 6 ton dopuszczalnej masy całkowitej (DMC), z coraz wyraźniejszą tendencją do nagradzania większych pojazdów, których znaczenie dla transportu jest bardzo duże. Dlatego na początku lat 90. wydzielono lekkie samochody użytkowe do osobnego konkursu Samochód Dostawczy Roku (Van of the Year). Skład jury obu tych konkursów jest zbliżony.
Tytuł nadawany jest jesienią danego roku, a obowiązuje przez cały następny rok. Oznacza to że np. tytuł "Truck of the Year 1996" zdobyty został jesienią 1995 roku.
Do konkursu zgłaszane są w różnych latach kolejne nowe wersje pojazdów danej rodziny ciężarówek, jak i modele nowych generacji ze starą nazwą. Stąd powtarzanie się ich nazw w wykazie.

## Skład jury
Jury konkursu od początku składało się z kilku, a następnie kilkunastu dziennikarzy z krajów europejskich. Reprezentują oni redakcje czasopism specjalistycznych zajmujących się samochodami użytkowymi. Zasadą jest, że dany kraj reprezentuje tylko jeden dziennikarz. W pierwszej połowie lat 90. w skład jury wchodziło 13 dziennikarzy. W późniejszym czasie skład ten poszerzono o przedstawicieli kolejnych krajów, w tym Polski (około 2000). Obecnie jury liczy 25 członków z 25 państw Europy. Reprezentanci niektórych krajów okresowo, najczęściej z powodów losowych, nie uczestniczą w konkursie, np. Szwecja. Każdy z jurorów ma do dyspozycji 12 punktów, które musi rozdzielić na kilka modeli.
Jurorzy reprezentują m.in. następujące kraje i redakcje specjalistycznych czasopism motoryzacyjnych:
| L.p.    | Państwo          | Czasopismo                         |
| ------- | ---------------- | ---------------------------------- |
| 1.      | Austria          | „Itraktuell”                       |
| 2.      | Belgia           | „Transport echo”                   |
| 3.      | Bułgaria         | „Kamioni”                          |
| 4.      | Chorwacja        | „Kamion&Bus”                       |
| 5.      | Dania            | „Lastbilmagasinet”                 |
| 6.      | Finlandia        | „Auto, Teknikka ja Kuljetus”       |
| 7.      | Francja          | „L'argus”                          |
| 8.      | Grecja           | „Tpoxoi & Tir”                     |
| 9.      | Hiszpania        | „Truck”                            |
| 10.     | Holandia         | „TTM Truck & Transport Management” |
| 11.     | Irlandia         | „Fleet Transport”                  |
| 12.     | Niemcy           | „DVZ - Deutsche Logistik-Zeitung”  |
| 13.     | Norwegia         | „Anlegg & Transport”               |
| 14.     | Polska           | „Polski Traker”                    |
| 15.     | Portugalia       | „Euro Transporte”                  |
| 16.     | Rosja            | „Autoreview”                       |
| 17.     | Rumunia          | „Tranzit”                          |
| 18./19. | Słowacja/ Czechy | „Trucker”                          |
| 20.     | Szwajcaria       | „Tir transNevvs”                   |
| 21.     | Szwecja          | „i Trafik”                         |
| 22.     | Turcja           |                                    |
| 23.     | Węgry            | „Camion Truck & Bus”               |
| 24.     | Wielka Brytania  | „Commercial Motor”                 |
| 25.     | Włochy           | „tuttoTrasporti”                   |

## Wyniki konkursu
Konkurs na "Samochód Ciężarowy Roku" (Truck of the Year) w Europie odbywa się od 1976 roku.
| Rok  | Jurorzy | 1 miejsce                                   | Pkt. | 2 miejsce                   | Pkt. | 3 miejsce                                       | Pkt. |
| ---- | ------- | ------------------------------------------- | ---- | --------------------------- | ---- | ----------------------------------------------- | ---- |
| 1977 |         | Seddon Atkinson 200                         |      |                             |      |                                                 |      |
| 1978 |         | MAN 16/19.280                               |      |                             |      |                                                 |      |
| 1979 |         | Volvo F7                                    |      |                             |      |                                                 |      |
| 1980 | 9       | MAN 19.321 FLS                              | 33   | DAF 2800 Economy            | 20   | Fiat Daily                                      | 16   |
| 1981 | 10      | Leyland T45 Roadtrain                       | 26   | Fiat 170/190 F30            | 24   | Volvo F12 Intercooler                           | 23   |
| 1982 | 12      | Ford Cargo                                  | 50   | Scania serii P/R            | 34   | Mercedes-Benz                                   | 33   |
| 1983 | 13      | Renault G260/290                            | 53   | Scania serii P/R            | 40   | Mercedes-Benz                                   | 33   |
| 1984 |         | Volvo F10 Intercooler                       | 49   | Scania 112                  | 42   | MAN 19.361                                      | 37   |
| 1985 |         | Mercedes-Benz LN2 (709-1320) (II generacja) | 71   | Iveco TurboStar             | 49   | Leyland Roadrunner                              | 19   |
| 1986 |         | Volvo FL10                                  | 63   | Scania 92                   | 58   | DAF ATi 3600                                    | 13   |
| 1987 |         | MAN F90/19.292-26.362                       | 61   | Mercedes-Benz 1635/1644     | 26   | Steyr                                           | 23   |
| 1988 |         | DAF 95                                      | 67   | Iveco TurboStar             | 45   | Pegaso Troner                                   | 42   |
| 1989 |         | Scania 143                                  | 62   | Mercedes-Benz SK            | 50   | MAN M90                                         | 21   |
| 1990 |         | Mercedes-Benz SK Powerliner                 | 58   | Iveco TurboDaily C II       | 50   | Iveco TurboStar 190.48                          | 20   |
| 1991 |         | Renault AE Magnum                           | 84   | Volkswagen T4               | 31   | Iveco TurboTech                                 | 12   |
| 1992 |         | Iveco EuroCargo I                           | 80   | Scania 113/TC400 Streamline | 54   | Mercedes-Benz LEV Range                         | 11   |
| 1993 |         | Iveco EuroTech                              | 67   | DAF 75/85                   | 63   | Volvo F12 Geartronic                            | 12   |
| 1994 | 13      | Volvo FH 12/16 (I generacja)                | 74   | Iveco EuroStar              | 46   | DAF 75/85                                       | 18   |
| 1995 | 14      | MAN F2000                                   | 75   | DAF 95 500 Super Space Cab  | 73   | Iveco EuroCargo I 4x4                           | 17   |
| 1996 | 14      | Scania R124L/144L                           | 72   | DAF 55                      | 33   | DAF 85/400                                      | 17   |
| 1997 | 14      | Mercedes-Benz Actros (I generacja)          | 76   | Renault Premium             | 57   | Scania serii 4                                  | 12   |
| 1998 | 14      | DAF 95XF                                    | 72   | Renault Magnum Integral     | 61   | Renault Kerax                                   | 14   |
| 1999 | 18      | Mercedes-Benz Atego                         | 69   | Volvo FM                    | 64   | Iveco EuroTech Cursor                           | 33   |
| 2000 |         | Volvo FH12 (II generacja)                   | 62   | Iveco EuroStar Cursor 10    | 56   | Nissan Atleon                                   | 31   |
| 2001 |         | MAN TGA                                     | 114  | Renault Midlum              | 44   | Volvo FL                                        | 29   |
| 2002 | 20      | DAF LF                                      | 87   | Volvo FH12                  | 80   | Renault Magnum Millenium                        | 29   |
| 2003 | 19      | Iveco Stralis                               | 102  | DAF XF95                    | 50   | Volvo FM                                        | 44   |
| 2004 | 18      | Mercedes-Benz Actros (II generacja)         | 91   | Iveco Eurocargo             | 58   | Volvo FH16                                      | 48   |
| 2005 | 18      | Scania serii R                              | 92   | MAN TGA                     | 80   | Renault Mascott                                 | 28   |
| 2006 | 19      | MAN TGL                                     | 94   | Iveco Trakker               | 39   | Mercedes-Benz Atego I                           | 33   |
| 2007 | 19      | DAF XF 105                                  | 86   | Renault Premium Route       | 61   | Volvo FL                                        | 31   |
| 2008 | 20      | MAN TGX/MAN TGS                             | 111  | Iveco Stralis               | 77   | Renault Premium Lander                          | 55   |
| 2009 | 21      | Mercedes-Benz Actros (III generacja)        | 75   | Iveco Eurocargo All Bracks  | 68   | Scania R480 Euro 5 EGR/Volvo FH (III generacja) | 39   |
| 2010 | 22      | Scania R                                    | 114  | Volvo FH16                  | 60   | MAN TGL/MAN TGM                                 | 46   |
| 2011 | 22      | Mercedes-Benz Atego Hybrid                  | 127  | Volvo FMX                   | 85   | Scania V8                                       | 45   |
| 2012 | 23      | Mercedes-Benz Actros (IV generacja)         | 161  | Tatra Phoenix               | 67   | Scania Euro 6                                   | 50   |
| 2013 | 25      | Iveco Stralis Hi-Way                        | 138  | Mercedes-Benz Antos         | 107  | Ford Otosan New Cargo                           | 36   |
| 2014 | 25      | Volvo FH16                                  | 116  | DAF XF Euro 6               | 105  | Mercedes-Benz Arocs                             |      |
| 2015 | 25      | Renault T                                   | 129  | DAF CF                      | 81   | Mercedes-Benz Atego                             | 49   |
| 2016 | 25      | Iveco Eurocargo                             | 101  | Renault C/K                 | 98   | Ford Otosan Cargo Construction                  | 35   |
| 2017 | 25      | Scania serii S                              | 149  | Iveco Stralis XP/NP         | 90   | Mercedes-Benz Actros                            | 45   |
| 2018 | 23      | DAF CF/DAF XF                               | 104  | Iveco Stralis NP460         | 96   | Scania XT                                       | 59   |
| 2019 | 23      | Ford F-Max                                  | 126  | Scania serii L/P            | 74   | Volvo FH GNL                                    | 56   |